# Église Saint-Roch de Loures-Barousse
Pour les articles homonymes, voir Église Saint-Roch.
L'église Saint-Roch de Loures-Barousse est une église catholique située à Loures-Barousse, dans le département français des Hautes-Pyrénées en France.

## Présentation
L'église est richement décorée de vitraux dans la partie basse et haute de la nef.

## Historique
Il existait au XIVe siècle une chapelle dédiée à saint Roch pour les Cagots et la population mise à l'écart.
Au XVe siècle, une église se trouvait à la place du monument aux morts actuel, elle a été détruite au début du XXe siècle, pour construire la nouvelle église qu'on peut voir aujourd'hui.
La nouvelle église fut construite de 1904 à 1943 sous la direction de l'abbé Ferrère, curé de la paroisse.
La première pierre a été posée le 11 septembre 1904 par le curé de Mauléon-Barousse, Jacques Latour.
L'église a été construite en l'honneur et sous le vocable du Sacré-Cœur de Jésus, le patron de la paroisse restant toujours saint Roch.
Les vitraux ont été fabriqués par l'atelier Berthier-Bessac de Grenoble.

## Description

### Intérieur
Les piliers de la nef sont en marbre gris.
Chaque pilier est un don d'une personne, un d'entre eux fut un don de Bertrand de Lassus.

#### Sacristie
Sont inscrits à l'inventaire des monuments historiques :
- La statue dorée de saint Blaise datant des XVe et XVIIe siècles[2].
- La statue dorée de la Vierge à l'Enfant sur un trône datant des XVe et XVIIe siècles[3].
- La statue dorée de la Vierge à l'Enfant assise datant des XIIIe, XIVe et XIXe siècles[4].
- Un tableau Ecce Homo datant du XVIIIe siècle[5].

#### Lanef

##### Partie avant
Les colonnes placées de chaque côtés de la nef sont en marbre gris.

#### Lechœur
La chaire en marbre blanc avec une colonnette rose a été réalisée par la marbrerie Barrau-Ruffat de Toulouse.

##### Les maîtres-autels
L'ensemble ancien maître- autel, tabernacle et ciborium
Il était utilisé avant le Concile Vatican II, lorsque le prêtre célébrait la messe dos aux fidèles.
Le maître-autel, le tabernacle et le ciborium sont en marbre blanc de Saint-Béat.
La table du maître-autel est supportée par deux colonnes latérale en marbre rose, sa façade est composée de six colonnettes en marbre rouge entourant cinq personnages sculpté en semi-relief, de gauche à droite : saint Paul, saint Pierre, le Sacré-Cœur de Jésus, saint Jean l'Évangéliste et saint Thomas d'Aquin.
Le tabernacle à créneaux est composé de huit colonnettes en marbre jaune et deux colonnettes centrale en marbre rose, est décoré avec des feuilles de vigne et des grappes de raisin dorées.
Le nouveau maître-autel
Le nouveau est en bois, il est recouvert d'un voile.
Il a été mis en place après le Concile Vatican II, ainsi le prêtre célèbre la messe face aux fidèles.
- La statue du Christ en croix datant du XVIIe siècle est inscrit à l'inventaire des monuments historiques[6].

#### Chapelle de laVierge Marie
L'autel et le tabernacle en marbre blanc de Saint-Béat sont décorés avec des feuilles et des boutons de roses dorées.
La table de l'autel est supportée par quatre colonnes en marbre blanc, sur le bas-relief central est représenté l'Annonciation.
Le tabernacle à créneaux est composé de dix colonnettes, sur sa base est posé deux statuettes : à gauche, de Notre-Dame de Lourdes, et au centre de l'Immaculée Conception.
Le tabernacle est surmonté d'une statue de la Vierge à l'Enfant (Marie est en robe bleue et manteau doré) datant de la fin du XVIe siècle.

#### Chapelle saintRoch
L'autel et le tabernacle en marbre blanc de Saint-Béat sont décorés avec des feuilles de vigne et des grappes de raisin dorées.
La table de l'autel est supportée par deux colonnes latérale en marbre rose, sa façade est composée de quatre colonnettes en marbre jaune, deux à gauche et deux à droite encadrant de chaque côté un blason couronné avec deux croix placés au-dessus de deux bourdons de pèlerin (avec gourde attachée) croisés, sur le bas-relief central est représenté saint Roch demandant grâce à Dieu de guérir le malade atteint de la peste.
Le tabernacle à créneaux est composé de huit colonnettes latérale en marbre noir, et de deux colonnettes centrale en marbre rose.
Au-dessus de la porte du tabernacle est inscrit le monogramme de saint Roch composé des lettres S et R entrelacées.
Sur le sommet du tabernacle est placé deux tours cylindrique, il est surmonté d'une statue de saint Roch (tenant son bourdon et un Évangile) accompagné d'un chien lui apportant du pain.
- La statue de saint Roch datant du XVIIe siècle est classée au titre objet des monuments historiques[7].

## Galerie

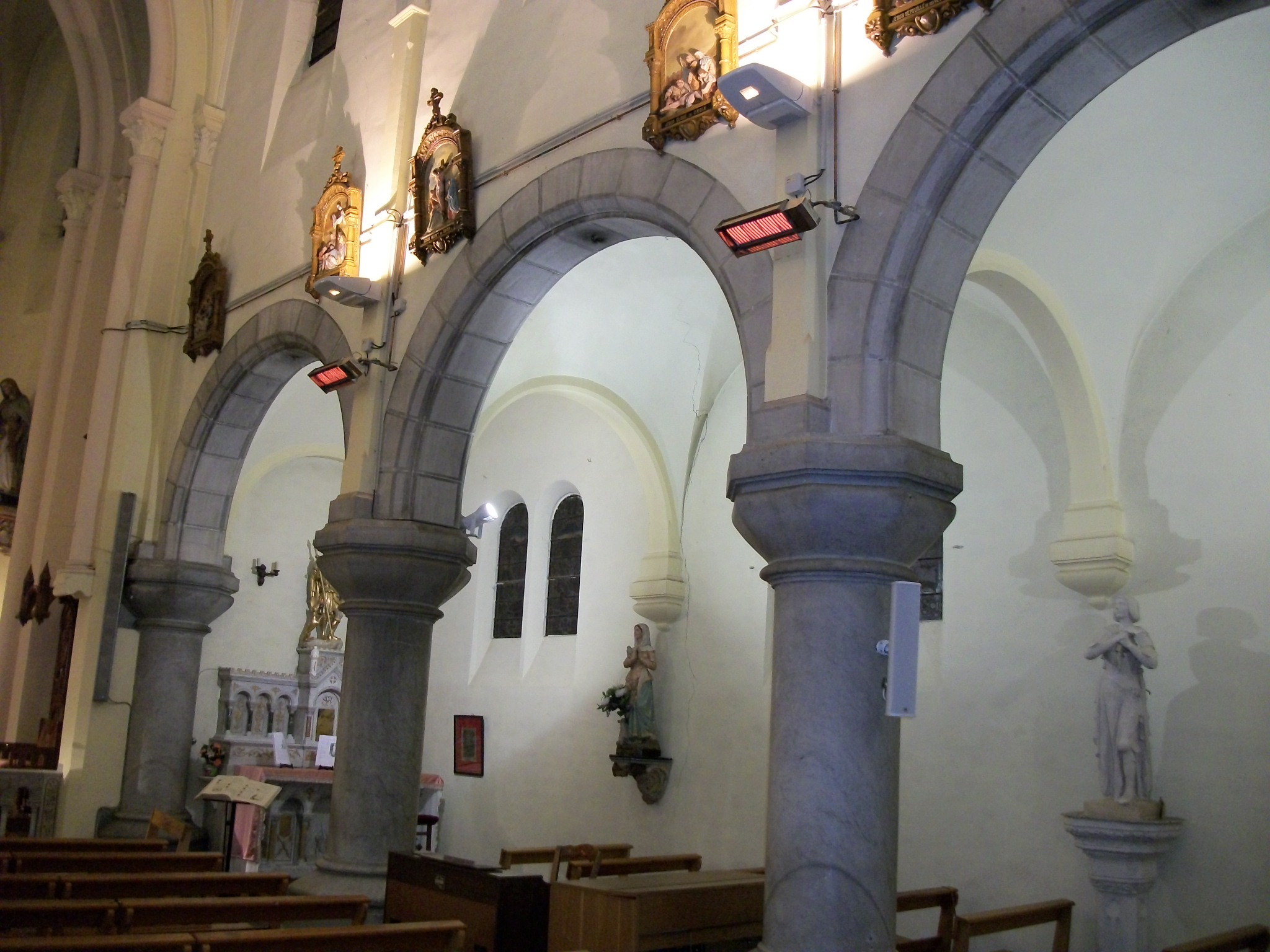
Chapelle saint Roch
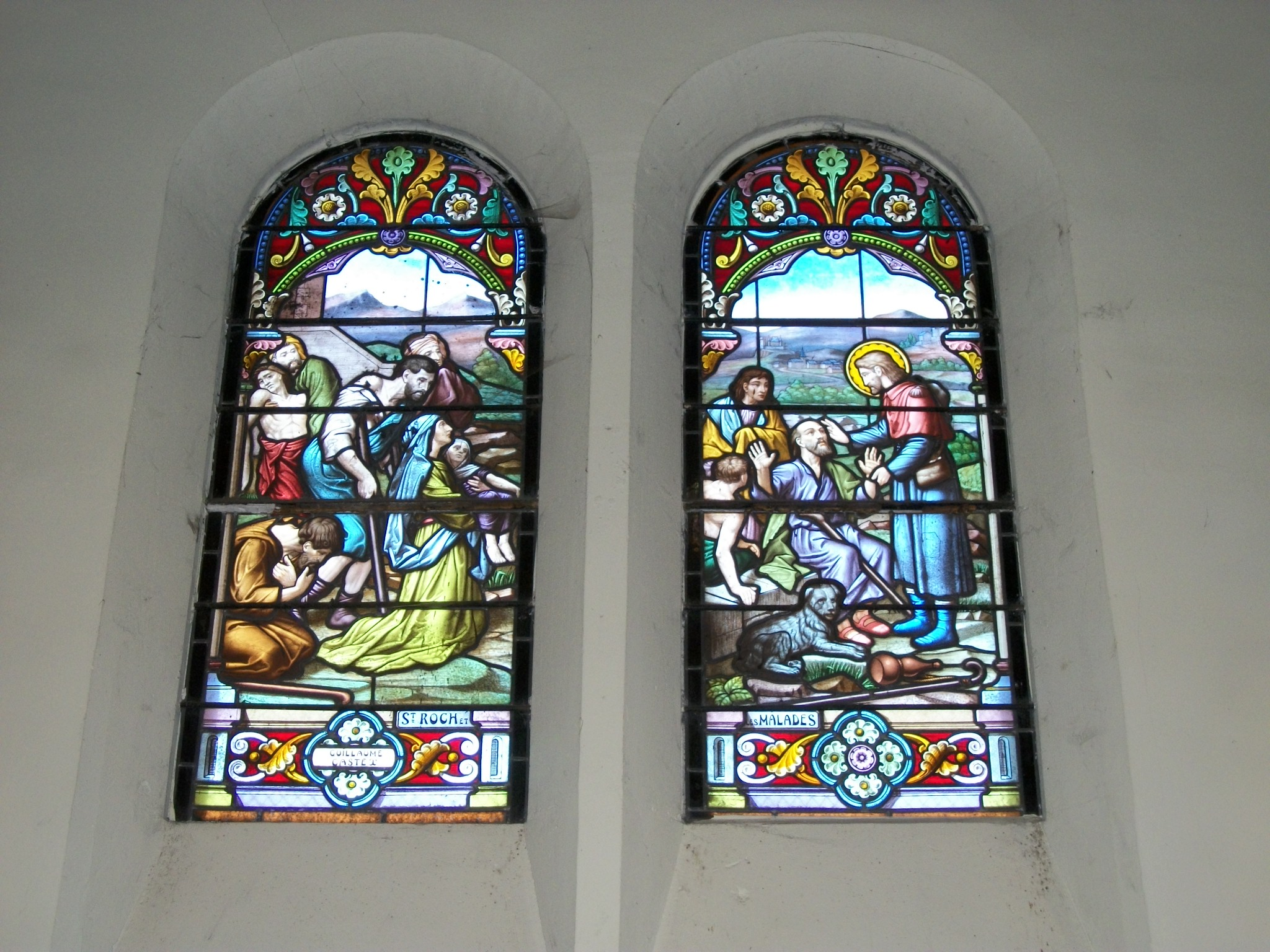
Représentation de saint Roch qui assiste, guérit et réconforte les malades atteint de la peste
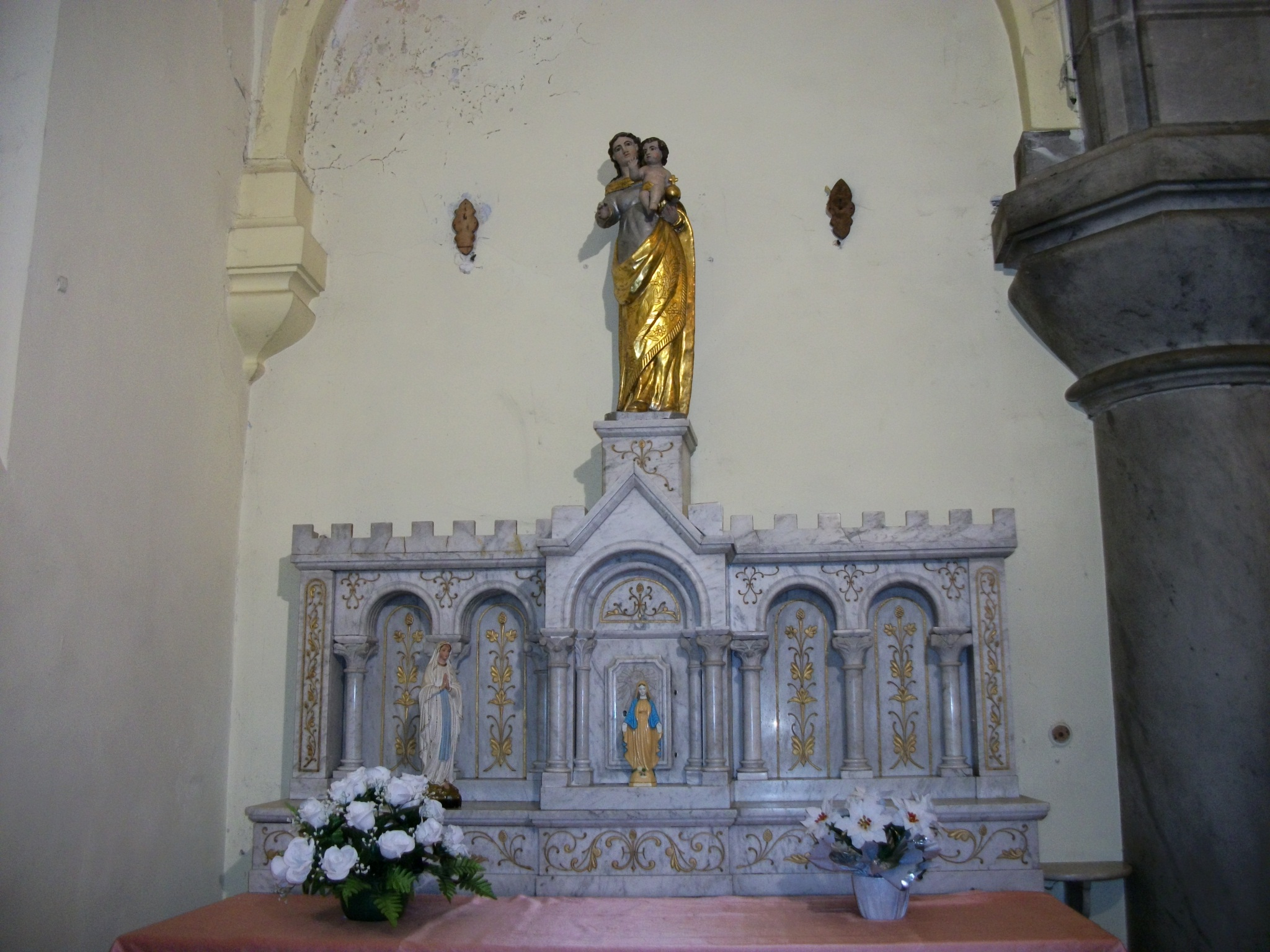
Le tabernacle est surmonté d'une statue de la Vierge à l'Enfant
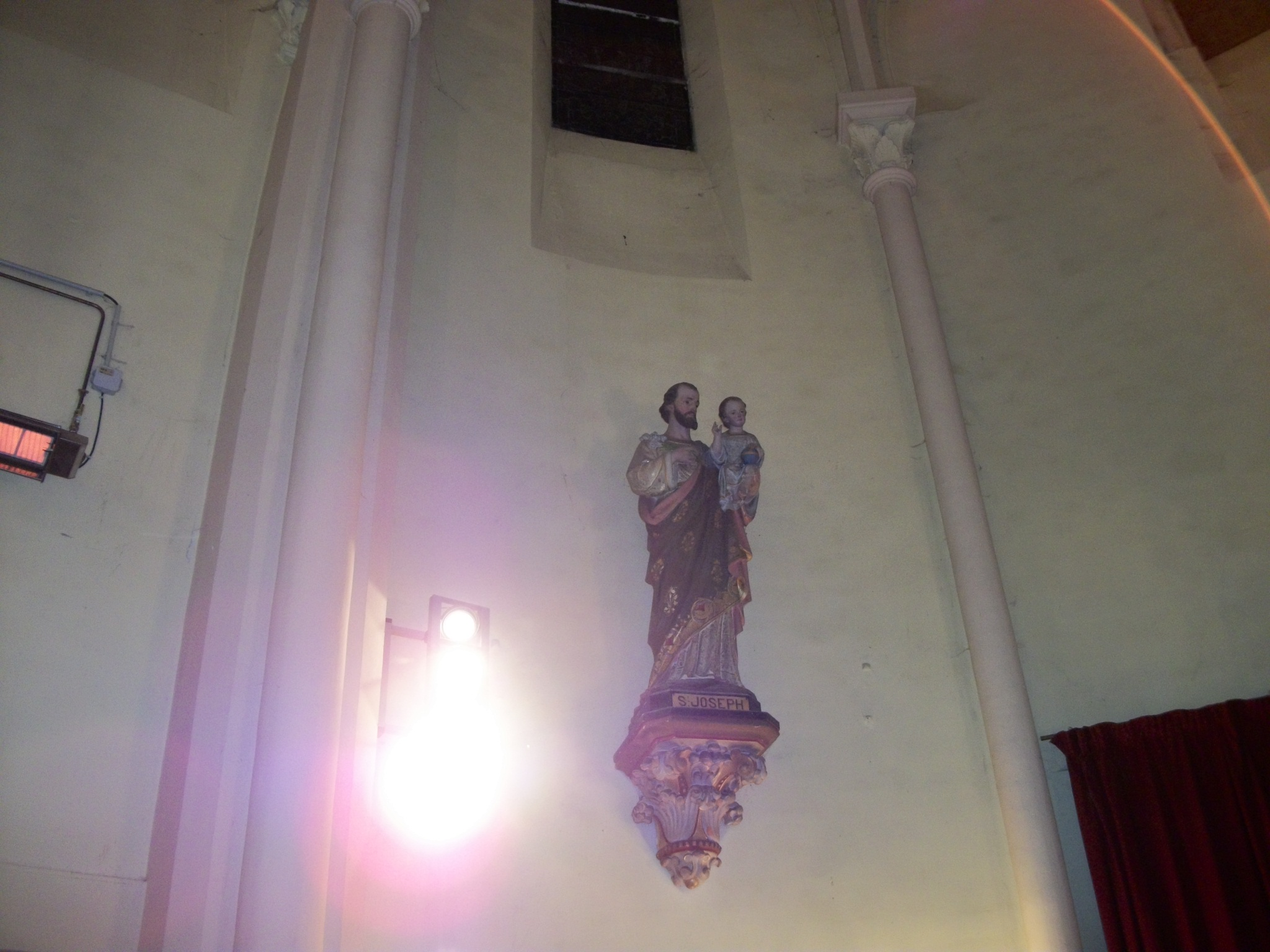
Statue de saint Joseph avec l'Enfant Jésus
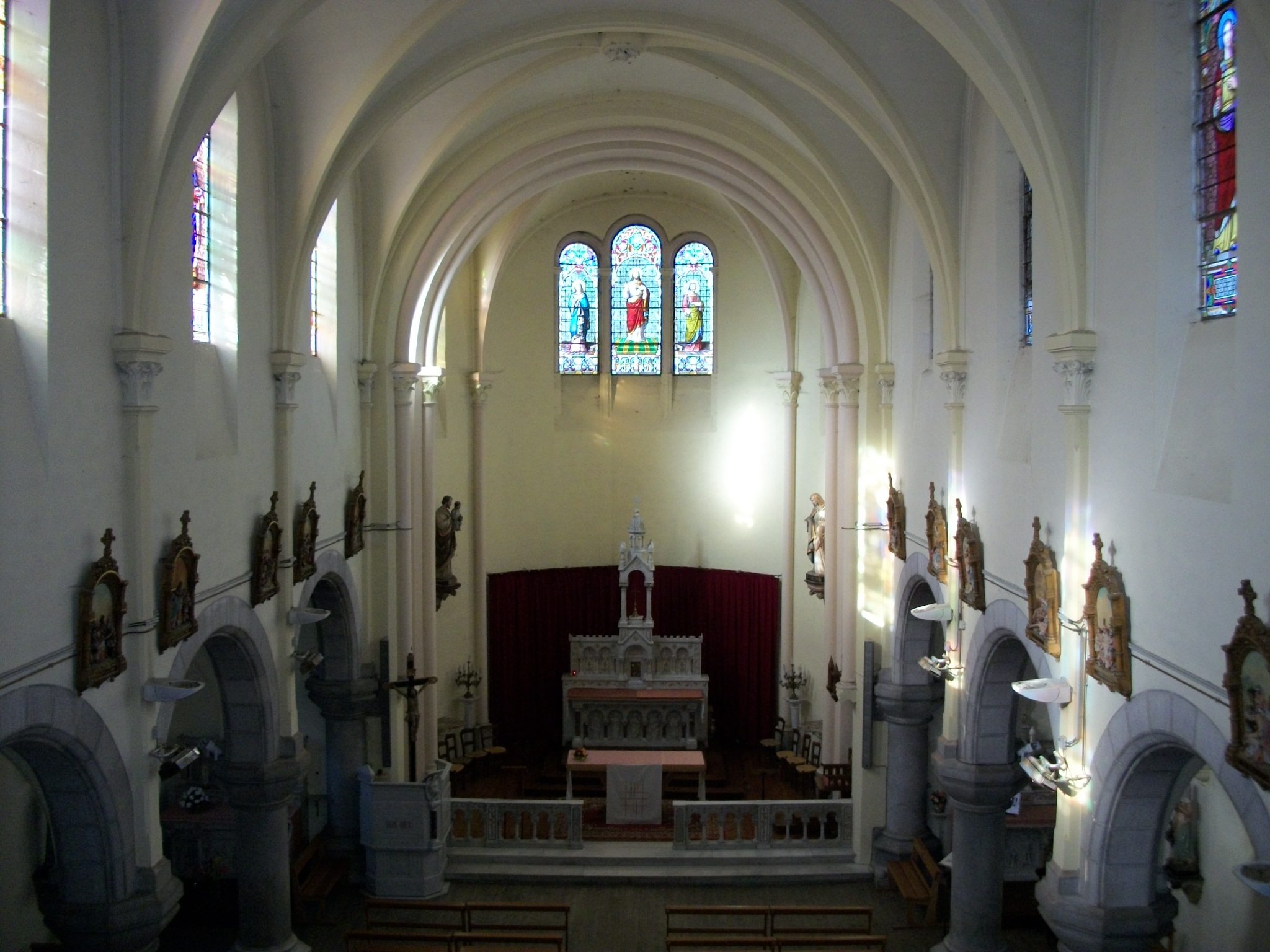
La nef et le chœur

### Liens Externes
- Ensemble Paroissial de Barousse